# Gemma Godfrey
Gemma Godfrey   () (també coneguda com Gemma Claire) és una gestora de patrimonis i emprenedora. Va fundar Moola, un servei d'inversió en línia al Regne Unit que va tancar el 2020, i va ser contractada com a assessora d'Arnold Schwarzenegger a l'edició nord-americana de "The Apprentice" el 2016.
Es va educar a la North London Collegiate School i es va graduar el 2001. Posteriorment, es va matricular en una llicenciatura en ciències en física i filosofia a la Universitat de Leeds i es va graduar el 2004.
Va ser seleccionada com una de les 100 dones de la BBC i va rebre el premi City of London Wealth Management Awards "Industry Commentator of the year" del 2013. El 2014 va ser finalista dels 6th Shorty Awards pel premi per a les xarxes socials Business Influencer Award.